# Dmitri Dmitrijewitsch Rybtschinski
Dmitri Dmitrijewitsch Rybtschinski (russisch Дмитрий Дмитриевич Рыбчинский; * 19. August 1998 in Moskau) ist ein russischer Fußballspieler.

## Karriere

### Verein
Rybtschinski begann seine Karriere bei Lokomotive Moskau. Zur Saison 2017/18 rückte er in den Kader des drittklassigen Farmteams von Lok, Lokomotive-Kasanka Moskau. In der Saison 2017/18 kam er zu 20 Einsätzen in der Perwenstwo PFL für Kasanka. Im März 2019 stand er gegen Krylja Sowetow Samara erstmals im Profikader der Moskauer. In der Saison 2018/19 absolvierte er erneut 20 Drittligapartien für das Farmteam.
Sein Debüt in der Premjer-Liga gab Rybtschinski schließlich im Juli 2019, als er am ersten Spieltag der Saison 2019/20 gegen Rubin Kasan in der 81. Minute für Rifat Schemaletdinow eingewechselt wurde. In der Spielzeit 2019/20 kam der Mittelfeldspieler zu sieben Einsätzen in der höchsten russischen Spielklasse, zudem spielte er viermal für Kasanka in der dritten Liga. In der Saison 2020/21 absolvierte er 26 Partien für Lok, 2021/22 kam er 21 Mal zum Zug.
Zur Saison 2022/23 wurde er innerhalb der Premjer-Liga an den FK Nischni Nowgorod verliehen. Für Nischni Nowgorod kam er zu 26 Ligaeinsätzen während der Leihe. Zur Saison 2023/24 kehrte er wieder nach Moskau zurück. Für Lok kam er bis zur Winterpause zu acht Einsätzen. Im Februar 2024 wechselte er innerhalb der Liga zu Baltika Kaliningrad. Für Baltika kam er zu elf Erstligaeinsätzen, mit dem Team stieg er aber aus dem Oberhaus ab.
Zur Saison 2024/25 wechselte Rybtschinski daraufhin zu Erstligist FK Orenburg.

### Nationalmannschaft
Rybtschinski absolvierte 2019 drei Spiele für die russische U-20-Auswahl. Im November 2020 debütierte er für die U-21-Mannschaft.